# 湖南三湘銀行
湖南三湘銀行股份有限公司（簡稱：湖南三湘銀行，縮寫：BOS）是中華人民共和國境內第八家正式獲批開業的民營銀行，也是湖南省和中國中部地區的首家民營銀行。

## 曆史沿革
- 2016年7月26日，經中國銀監會批准籌建湖南三湘銀行[2]。
- 2016年12月21日，經湖南銀監局批准正式成立[3]。
- 2016年12月26日，正式對外營業[4]。

- 2024年12月，湖南三湘银行总部正式入驻三湘一品主塔楼，并将其改名为三银商业中心[5]

## 業務發展
湖南三湘銀行注冊資本30億元，由三一集團、漢森制藥等10家民營企業作爲發起人股東共同發起設立。按照定位將致力于發展成爲一家專業服務于中國制造2025國家戰略、産業鏈金融、科技引領實現普惠金融的創新型民營銀行。

## 外部鏈接
- 湖南三湘銀行官方網站 （页面存档备份，存于）（简体中文）